# Kolki
Kolki (en népalais : कोल्की) est un comité de développement villageois du Népal situé dans le district de Lamjung. Au recensement de 2011, il comptait 1 612 habitants.